# Badghis
Badghis of Bādghīs (Pasjtoe: بادغيس bādġīs) is een van de 34 provincies van Afghanistan. De provincie ligt in het noordwesten van het land. De provincie werd in 1964 opgericht uit delen van twee andere provincies, namelijk Herāt en Fāryāb. De naam stamt af van het بادخیز Bâdkhiz wat huis van de winden betekent.
De hoofdstad van de provincie is Qala-e-Now. Vaak wordt Bādghīs genoemd als geboortgrond van de eerste Perzische dichter Hanzala Badghisi.
De bevolking, hoofdzakelijk bestaande uit Oezbeken, Turkmenen, Tadzjieken en Pathanen, leeft grotendeels van de landbouw. Dit is mogelijk door twee rivieren die door de provincie stromen (de Murghab en de Hari Rud).

## Bestuurlijke indeling
De provincie Bādghīs is onderverdeeld in 7 districten:
- Ab Kamari
- Ghormach
- Jawand
- Muqur
- Bala Murghab
- Qadis
- Qala-I-Naw

Badakhshān · Bādghīs · Baghlān · Balkh · Bāmyān · Dāykundī · Farāh · Fāryāb · Ghaznī · Ghōr · Helmand · Herāt · Jowzjān · Kābul · Kandahār · Kāpīsā · Khōst · Kunar · Kunduz · Laghmān · Lōgar · Nangarhār · Nīmrōz · Nūristān · Paktiyā · Paktīkā · Panjshayr · Parwān · Samangān · Sar-e Pul · Takhār · Uruzgān · Wardak · Zābul